# Mesochaetopterus xerecus
Mesochaetopterus xerecus är en ringmaskart som beskrevs av Petersen och Fanta 1969. Mesochaetopterus xerecus ingår i släktet Mesochaetopterus och familjen Chaetopteridae. Inga underarter finns listade i Catalogue of Life.